# ソリン (物質)
ソリン (Tholin) とはメタンやエタン等の単純な有機化合物に恒星からの紫外線が作用して生成する高分子化合物の総称である。ギリシア語で「不明瞭」を意味するθολός (tholós) という言葉に由来する。「ソリン」という用語は、天文学者のカール・セーガンが、自身がタイタンの大気を模したユーリー-ミラーの実験を行って得た分類の難しい物質を記述するために作った言葉である。そのため特定の化合物を指す言葉ではないが、惑星等の表面の赤っぽい有機化合物を一般的に表す。ソリンは今日の地球上では自然に生成しないが、地球より外側の太陽系内で氷が主成分の天体の表面には豊富に存在する。通常は赤みがかった茶色に見える。

## 形成と検出

タイタンの大気中でのソリンの生成

ソリンは太陽系では低温の天体に多く存在する。ソリンが豊富に存在する天体は赤っぽい色をしており、セドナやイクシオンといった小惑星が代表的である。またフォルスは半球にのみソリンがあると考えられている。
トリトンとタイタンの大気には窒素とメタンの含量が多いので、これらの衛星のソリンは窒素が豊富な有機化合物で形成されている。トリトンの大気には99.9%の窒素と0.1%のメタン、タイタンの大気には98.4%の窒素、1.6%のメタンと痕跡量のその他の気体が含まれている。これらの大気由来の物質は、水とメタンやエタン等の有機化合物でできたクラスレートに紫外線が照射されて生成する「アイスソリン」とは区別される。
彗星やケンタウルス族、その他の氷衛星の表面には、ソリンやアイスソリンが豊富に堆積している。タイタンの大気やケンタウルス族の小惑星のかすんだようなオレンジから赤の色は、ソリンによるもの考えられている。ソリンは、HR 4796Aのような若い恒星の原始惑星系円盤からも見つかっている。初期の地球は、ソリンの豊富な彗星から、生命の誕生に必要な最初の有機化合物が供給されたと考える研究者もいる。地球では、約24億年前に大気中の酸素の割合が急激に増加したため、今日自然にはソリンは生成しない。
理論的なモデルでは、窒素やメタンの分子が放射光からのエネルギーを持った粒子により電離、イオン化してエチレン、エタン、アセチレン、シアン化水素やその他の小分子や陽イオンを形成し、さらにベンゼンやその他の有機化合物を形成して、これらが重合しエアロゾルとなり、凝固して天体の表面に沈着するとされる。
低圧で生成したソリンは、分子の内側に窒素原子を含みやすく、高圧で生成したソリンは、分子の末端に窒素を含む傾向がある。
ソリンは、ハッブル宇宙望遠鏡に搭載されたNear Infrared Camera and Multi-Object Spectrometer(NICMOS)によって、約800万歳の連星系HR 4796Aでも検出されている。HR 4796Aは、地球から約220光年離れている。

## 役割と意味づけ
ソリンは、紫外線の照射から、惑星の表面を守る働きを果たす。
地上で合成したソリンを用いた実験によると、多くの土壌細菌は、ソリンを唯一の炭素源およびエネルギー源として利用し、生育することが出来た。また、それらの細菌はソリンに含まれる窒素も利用することが出来る。独立栄養生物が進化するまでは、ソリンは、従属栄養生物の最初の食糧であったかもしれないと考えられている。

## 関連文献
- Waite, J.H.; Young, D.T.; Cravens, T.E.; Coates, A.J.; Crary, F.J.; Magee, B.; Westlake, J. (2007). “The process of tholin formation in Titan's upper atmosphere”. Science 316 (5826):  870–5. Bibcode: 2007Sci...316..870W. doi:10.1126/science.1139727. PMID 17495166